# Bhavani Devi Chadalavada Anandha
Chadalavada Anandha Sundhararaman Bhavani Devi (en tamoul : சந்தலவதா ஆனந்த சுந்தரராமன் பவானி தேவி), souvent abrégé Bhavani Devi, née le 27 août 1993 à Chennai, est une escrimeuse indienne pratiquant le sabre. Neuf fois championne de son pays jusqu'en 2021, elle attire sur elle une forte attention médiatique à la suite de sa qualification pour les Jeux olympiques d'été de 2020, fait inédit pour un escrimeur de son pays, et sur sa persévérance, son parcours de vie et les sacrifices consentis pour se hisser au niveau international en étant issue d'un pays où l'escrime est un sport quasi inexistant.

## Biographie

### Les débuts
Bhavani Devi est fille d'un prêtre, Anandha Sundharam et d'une femme au foyer, Ramani. C'est une famille de classe moyenne.
Elle rencontre l'escrime au niveau scolaire, où la discipline figurait parmi six options disponibles pour les élèves. Au moment de choisir sa discipline, elle constate que les inscriptions sont closes pour les cinq autres disciplines et débute, par défaut, la pratique de l'escrime. Elle fait partie d'un groupe d'une quarantaine de jeunes filles, s'entraînant avec des cannes de bambou en guise de sabres, tous les jours à partir de 5h30 du matin avant d'aller à l'école, puis l'après-midi au retour de l'école. 
Après 5 ans de ce programme scolaire, Bhavani Devi est la dernière participante à ne pas avoir abandonné. La dureté du sport et la pression sociale sur les filles expliquent beaucoup d'abandon, mais la mère de Bhavani Devi l'encourage à persévérer. À quatorze ans, elle intègre un centre d'entraînement gouvernemental. Lors de sa première compétition internationale, en Turquie, elle est exclue pour s'être présentée sur la piste avec trois minutes de retard,.
Les parents de Bhavani Devi l'ont continuellement encouragé à poursuivre ses ambitions sportives, et ont ajouté à leur soutien moral une aide financière constante malgré des revenus insuffisants, sa mère allant jusqu'à mettre en gage ses bijoux pour financer les premières années de sa carrière. Bhavani Devi justifie sa motivation par le dévouement de sa famille. La perte de son père, en octobre 2019, est naturellement un coup dur pour la jeune femme qui parvient malgré tout à repartir de l'avant.

### Accès aux Jeux olympiques et retombées médiatiques nationales en Inde
En 2015, Bhavani Devi reçoit de la Fondation GoSports, un programme de mécénat pour les jeunes athlètes indiens, une bourse lui permettant de trouver un cadre d'entraînement plus prestigieux. Nicola Zanotti, qui a repéré Bhavani Devi lors de compétitions en Europe à partir de 2013 alors qu'elle participait sans entraîneur pour l'accompagner, l'invite à le rejoindre à Livourne, en Italie et devient l'entraîneur qui la suit dans sa qualification aux Jeux olympiques de Tokyo en 2021. En 2017, elle fait un peu parler d'elle en gagnant un tournoi satellite de la Coupe du monde d'escrime à Reykjavik. En 2018, elle devient championne du Commonwealth d'escrime à Canberra ; il s'agit du premier titre de l'histoire de l'escrime indienne dans cette compétition. 
Elle obtient en mars 2021 sa qualification pour les Jeux olympiques de Tokyo, avec pour tremplin un troisième tour aux championnats du monde 2019 (victoires contre Azza Besbes et Gabriella Page, défaite d'une touche contre Bianca Pascu). Cette qualification, acquise grâce à son classement individuel mais aussi au classement par équipes de la Corée du Sud, fait d'elle la première Indienne, hommes et femmes confondus, qualifiée aux Jeux olympiques en escrime. Ce seul accomplissement provoque un important retentissement médiatique national, la presse s'emparant aussi bien de la performance que de son parcours de vie atypique et du modèle qu'elle et sa famille représentent pour les jeunes sportifs. À l'annonce de l'infection de sa mère au virus du Covid-19, Bhavani Devi manque pourtant d'annuler sa participation à l'ultime tournoi qualificatif de Budapest, mais sa mère la convainc de s'y engager en lui assurant ne pas être en danger.
Son parcours aux Jeux olympiques dure le temps de deux assauts. En tant que l'une des huit escrimeuses les moins bien classées, elle dispute un tour de barrage , gagné contre la Tunisienne Nadia Ben Azizi (15-3), avant d'hériter d'une des quatre plus fortes têtes de série de la compétition au second tour, en l'occurrence la Française Manon Brunet. Cette dernière prend rapidement l'ascendant et l'emporte avec une marge confortable (15-7) malgré les efforts de Bhavani Devi pour réduire l'écart en fin de rencontre. Son comportement hors et sur la piste sont salués par son entraîneur, la presse nationale,, et jusqu'au Premier ministre de l'Inde, Narendra Modi. Malgré son résultat relativement modeste intrinsèquement, sa popularité monte : fin 2021, la vidéo  postée sur la plate-forme de visionnage YouTube par la chaîne du Comité International Olympique retraçant le bref parcours de la sabreuse indienne est la vidéo concernant une compétition d'escrime la plus visionnée, avec 3,8 millions de vues. 
Après les Jeux, la médiatisation de la figure de Bhavani Devi lui permet d'acquérir une relative influence. Elle appelle les hommes politiques à introduire davantage l'escrime à l'école pour susciter de nouvelles vocations comme la sienne.

### Nouveau cycle olympique vers Paris 2024
En 2021, après sa participation aux Jeux olympiques, Bhavani Devi quitte Livourne pour s'installer à Orléans, où elle s'entraîne sous la houlette du maître Christian Bauer pour se préparer aux Jeux olympiques de Paris 2024,
dans son académie privée rattachée au Cercle d'escrime orléanais. Elle participe aux compétitions du circuit national français, et gagne le tournoi de Charleville-Mézières, avec des victoires contre Saoussen Boudiaf et Sara Balzer.
En 2023, ces changements dans sa carrière se matérialisent, et elle suscite un nouvel engouement médiatique en obtenant pour son pays une première médailles aux Championnats d'Asie d'escrime, le bronze, après une très courte défaite contre la jeune sabreuse ouzbèke Zaynab Dayibekova (14-15), future gagnante du tournoi. En route vers le podium, elle élimine en quart de finale la no 1 mondiale et championne du monde en titre Japonaise Misaki Emura (15-10).

## Palmarès
- Championnats d'Asie
  -  Médaille de bronze aux Championnats d'Asie d'escrime 2023 à Wuxi

- Épreuves de coupe du monde (satellites)
  -  Médaille d'or au tournoi satellite de Reykjavik sur la saison 2016-2017
  -  Médaille d'argent au tournoi satellite de Reykjavik sur la saison 2017-2018
  -  Médaille d'argent à l'Open des Flandres de Gand sur la saison 2019-2020
  -  Médaille de bronze à la Coupe Viking à Reykjavik sur la saison 2018-2019
  -  Médaille de bronze à la Coupe Viking à Reykjavik sur la saison 2019-2020

## Classement en fin de saison
| Année | 2010 | 2012 | 2013 | 2014 | 2015 | 2016 | 2017 | 2018 | 2019 | 2020 | 2021 |
| ----- | ---- | ---- | ---- | ---- | ---- | ---- | ---- | ---- | ---- | ---- | ---- |
| Rang  | 93   | 139  | 116  | 77   | 120  | 83   | 36   | 60   | 77   | 75   | 55   |

### Liens
1. 1 2  (en) « India's first Olympic-bound Fencer Bhavani Devi thanks parents for sustaining her dream », sur thebridge.in, 21 juillet 2021 (consulté le 18 décembre 2021)
2. 1 2 3  (en) Sashidhar Adivi, « Fencing with destiny: Bhavani Devi », sur Deccanchronicle.com, Deccan Chronicle, 19 mars 2021 (consulté le 18 décembre 2021)
3. ↑  (en) « Bhavani Devi, who was forced to take up fencing, is ready for Olympics », sur thebridge.in, 20 juillet 2021 (consulté le 18 décembre 2021)
4. 1 2  (en) S. Gowri, « https://www.thehindu.com/sport/other-sports/first-indian-fencer-to-qualify-for-olympics/article34206037.ece », sur thehindu.com, The Hindu, 31 mars 2021 (consulté le 18 décembre 2021)
5. 1 2  (en) « Olympic qualification just the beginning for fencer Bhavani Devi », sur thegolfinghub.com, 29 avril 2021 (consulté le 18 décembre 2021)
6. ↑  (en) C. C. Chengappa, « How Indian fencer Bhavani Devi's parents sacrificed to see their daughter fulfill Olympics dream », sur thebridge.in, 21 juin 2021 (consulté le 18 décembre 2021)
7. 1 2 3  (en) Rohit Bhardwaj, « Coach Zanotti praises fencer Bhavani’s attitude in memorable Olympic debut », sur news9live.com, 26 juillet 2021 (consulté le 18 décembre 2021)
8. ↑  (en) Susan Ninan, « Sabre-rattling Bhavani Devi creates a noise in Indian fencing », sur espn.com, ESPN, 1er juin 2017 (consulté le 18 décembre 2021)
9. ↑  (en) M. Hari Kishore, « Commonwealth fencing championship: Bhavani Devi wins gold », sur thehindu.com, The Hindu, 24 novembre 2018 (consulté le 19 décembre 2021)
10. ↑  (en) « Olympics-bound fencer Bhavani had wanted to skip qualifying event as her mother was infected with COVID », sur indianexpress.com, The Indian Express, 12 mai 2021 (consulté le 18 décembre 2021)
11. ↑  (en) K. Keerthivasan, « Indian fencer Bhavani Devi goes down fighting on Games debut », sur thehindu.com, The Hindu, 26 juillet 2021 (consulté le 18 décembre 2021)
12. ↑  (en) « Tokyo 2020: Fencer Bhavani Devi goes down fighting on Games debut », sur indianexpress.com, The Indian Express, 26 juillet 2021 (consulté le 18 décembre 2021)
13. ↑  (en) « You gave your best and this is all that counts: PM Modi to fencer Bhavani Devi after her loss at Olympics », sur indianexpress.com, The Indian Express, 27 juillet 2021 (consulté le 18 décembre 2021)
14. ↑  (en) Jaspreet Sahni, « Introduce fencing in more schools to make it more popular: Bhavani Devi », sur timesofindia.indiatimes.com, The Times of India, 18 août 2021 (consulté le 18 décembre 2021)
15. ↑  (en) Amit Kamath, « After making history at Tokyo Olympics, Bhavani Devi training for Paris 2024 under legendary sabre master Christian Bauer », sur firstpost.com, 21 octobre 2021 (consulté le 4 décembre 2021)
16. ↑  « Après la signature de la convention entre le club et l’académie Christian Bauer », La République du Centre, 9 juin 2021 (consulté le 4 décembre 2021)
17. ↑  (en) « Fencer Bhavani Devi wins individual women's sabre event in Charleville National Competition », sur firstpost.com, Press Trust of India, 2021 (consulté le 4 décembre 2021)
18. ↑  (en) « Bhavani Devi becomes first-ever Indian to win Asian Fencing Championship medal », sur espn.co.uk, 19 juin 2023 (consulté le 19 juin 2023)